# La Peau blanche
Pour plus de détails, voir Fiche technique et Distribution.
La Peau blanche   est un film d'horreur québécois réalisé par Daniel Roby sorti en 2004. Il est adapté du roman éponyme de Joël Champetier, sorti en 1997 et distribué dans sa version internationale sous le titre de White skin.

## Synopsis
Thierry et Henri, étudiants colocataires décident de prendre du bon temps avec deux prostituées rencontrées dans un bar. L'une d'elles tente de trancher la gorge à Henri avant de s'enfuir. Peu de temps après, Thierry croise une musicienne qui l'obsède au point de se lancer dans une relation dès qu'il la retrouve à l'Université. Henri trouve cette jeune femme suspecte alors qu'elle avoue entre-temps à Thierry, de souffrir d'un cancer. La famille de Claire désapprouve cette relation et l'une des sœurs se trouve être l'agresseur d'Henri. Thierry découvre que Claire qui refuse sa condition, fait partie d'une famille cannibale et vampire mais il décide de faire sa vie avec elle.

## Fiche technique
- Titre : La Peau blanche
- Réalisation : Daniel Roby
- Scénario : Daniel Roby et Joël Champetier, d'après son roman éponyme
- Production : Daniel Roby et Stéphanne Choquette
- Décors : Christian Legaré
- Costumes : Francesca Chamberland
- Photographie : Éric Cayla
- Montage : Yvann Thibodeau, François Bégin
- Musique : Martin Lord et René Dupéré
- Société(s) de production : Zone films
- Distribution : Les Films Séville
- Pays d'origine :  Canada
- Langue originale : Français québécois
- Genre : Horreur, thriller, Drame
- Durée : 89 minutes
- Date de sortie :
  -  Québec : 9 avril 2004

## Distribution
- Marc Paquet : Thierry Richard
- Marianne Farley : Claire Lefrançois
- Frédéric Pierre : Henri Dieudonné
- Jessica Malka : Marquise Lefrançois
- Julie Le Breton : Isabel Lefrançois
- Lise Roy : Diane Lefrançois
- Joujou Turenne : Marie-Pierre Janvier
- Raymond Cloutier : professeur Théorêt
- Marcel Sabourin : Dr Paul-Émile Gagnon
- Isabelle Guérard : Manon la prostituée
- Fayolle Jean : porte-parole haïtien
- Chantal Baril : infirmière en chef
- Ghyslaine Côté : administratrice de l'université
- Richard Robitaille : obstétricien

## Distinctions

### Récompenses
Prix Génie 2005
- Prix Claude-Jutra pour Daniel Roby

### Nominations
Prix Jutra 2005
- 1 nomination:
  - Meilleur son

Prix Génie 2005
- 1 nomination:
  - Prix Génie de la meilleure adaptation pour Daniel Roby et Joël Champetier